# Mats Olsson
Mats Olsson (Malmö, 12 de janeiro de 1960) é um ex-handebolista profissional e treinador sueco, medalhista olimpico.
Mats Olsson fez parte dos elencos medalha de prata de Barcelona 1992 e Atlanta 1996.